# 哈利·波特与阿兹卡班的囚徒 (游戏)
《哈利·波特与阿兹卡班的囚徒》是一個電腦和電視遊戲。它在2004年正式發行，與電影版本同時推出。而電影版和遊戲都是在J·K·羅琳所撰寫的《哈利·波特》的第三集小說的基礎下製作。

## 角色

### 遊戲中可控制的角色
- 哈利·波特：遊戲的主角。在遊戲中大部分時間都能控制他。哈利·波特是遊戲中唯一一個可以跳躍的角色，而且他的跑步速度最快。
- 妙麗·格蘭傑：哈利的好友。妙麗是唯一一個角色在細小的地方爬行和她能使用最多咒語。
- 榮恩·衛斯理: 哈利的好友。榮恩是唯一一個能夠找出秘密隧道的角色。

### 遊戲中不可以控制的角色
- 跩哥·馬份：哈利的仇人。
- 阿不思·鄧不利多：霍格華茲魔法學校的校長。他在遊戲中極少出現，但是玩家可以在公布學院分的時候看到他。
- 麥教授：霍格華茲的變形學教師和葛來芬多學院的導師。
- 雷木思·路平：霍格華茲的黑魔法防禦術教師。路平是詹姆·波特（哈利·波特的父親）的好朋友。
- 魯霸·海格：和藹的奇獸飼育學教授。
- 孚立維教授：霍格華茲的符咒學教師。
- 天狼星·布萊克：阿茲卡班監獄的「逃犯」。他在十二年前被誤判謀殺十三人，被送至「阿茲卡班監獄」。

## 咒語
- :(已於一年級學懂)這個咒語能夠開啟寶箱和隱藏的地方。哈利、榮恩和妙麗都能夠使用此咒語。
- Flipendo 弗利噴多: (電腦版本除外)(已於一年級學懂) 使用他啟動一些手夠不著的開關.哈利、榮恩和妙麗都能夠使用此咒語。
- Depulso蒂柏索: （只限電腦版本）Flipendo的升級版咒語。哈利、榮恩和妙麗都能夠使用此咒語。
- :(電腦版本除外)哈利在二年級的時候，曾經使用過這個咒語。 他可以彈回所有咒語. 哈利、榮恩和妙麗都能夠使用此咒語。
- Glacius格雷休斯(冷凍咒): 冰凍水和亞馬遜火蜥蜴salamanders, 或熄滅火爐。（只有哈利能夠使用）。
- Lumos Duo: 〔電腦版本除外〕路摸思的升級版咒語。Light emits from wand, causing Hinkypunks to turn solid, and ghouls to retreat.只有榮恩才能使用此咒語。
- Reparo: (電腦版本除外) Fixes broken objects.只有妙麗才能使用此咒語。
- Carpe Retractum卡皮·雷吹克糖: 將你拉向某物，或將某物拉向你. 只有哈利(電腦版本) 或榮恩〔電腦版本除外〕能使用此咒.
- ： 擊退催狂魔用.  只有哈利才能使用此咒語。
- Draconifors德拉古尼佛斯: 將龍雕像變成一隻龍並操控一段時間. 只有妙麗才能使用此咒語。
- Lapifors拉皮佛斯:(只限電腦版本) 將兔雕像變成一隻兔子並操控一段時間. 只有妙麗才能使用此咒語。

## 藥物
在電腦版本中，從未出現藥物。